# Sapucaia (Pará)
Sapucaia é um município brasileiro do estado do Pará, localizado à latitude 06º56'50" sul e à longitude 49º40'56" oeste, com altitude de 190 metros. Possui a população estimada de 6 009 habitantes no (IBGE) em 2020, distribuídos em 1 303,839 km² de área.

## Etimologia
A toponímia sapucaia é em referência à árvore que tinha presença abundante na região.

## História
O município de Sapucaia foi criado através da Lei Estadual 5 961, de 24 de abril de 1996, com território desmembrado do Município de Xinguara, ficando instituída a sede no distrito de Sapucaia (situado na Rodovia PA-150), que foi elevado à categoria de cidade com a denominação de Sapucaia. Com instalação oficial em 01 de janeiro de 1997, com a posse do prefeito, José Augusto Marinho. 